# William Notman

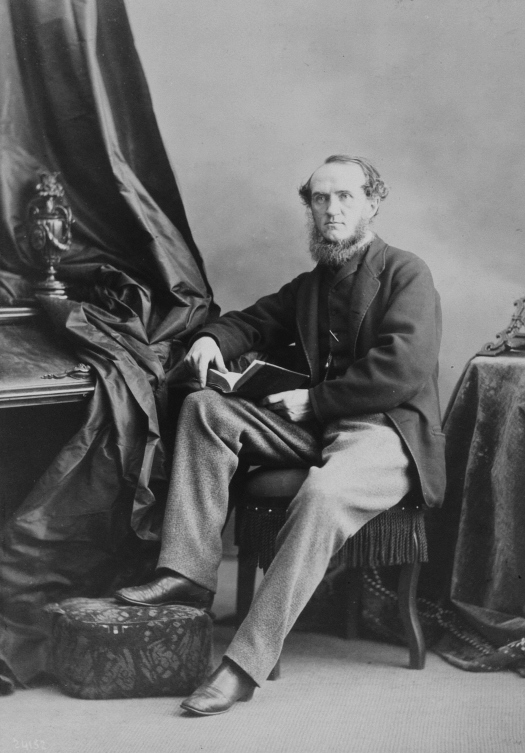
Wiliam Notman, Selbstporträt um 1866

William Notman (* 8. März 1826 in Paisley; † 25. November 1891 in Montreal) war ein kanadischer Fotograf schottischer Herkunft.

## Leben und Wirken
William Notman wurde am 8. März 1826 in Paisley geboren. Er wanderte 1856 mit seiner Frau und seinem erstgeborenen Sohn nach Montreal aus, wo sich die Familie niederließ. In Zeitungsannoncen bot er sein fotografisches Können an und richtete ein für verschiedene Zwecke verwendbares Studio ein. Innerhalb von zehn Jahren wurde er zu einem der bedeutendsten Fotografen Kanadas. Neben der Arbeit in seinem Fotoatelier begab er sich auch auf Fotoreisen, auf denen er das Land Kanada sowie dessen Bewohner fotografisch festhielt. 
Seine drei Söhne widmeten sich ebenfalls der Fotografie und unterstützten ihn bei seiner Arbeit im Atelier. 
Am 25. November 1891 starb Notman in Montreal. Nach seinem Tod wurde er auf dem Friedhof Mont-Royal beigesetzt. 

## Nachwirkung
Am 28. November 1975 ehrte die kanadische Regierung, vertreten durch das Historic Sites and Monuments Board of Canada, Notman und erklärte ihn wegen seines „herausragenden und dauerhaften Beitrages zur kanadischen Geschichte“ zu einer „Person von nationaler historischer Bedeutung“.
Im Jahr 2025 wurde sein Archiv, im Rahmen des Programs Memory of the World der UNESCO, in die Liste des Weltdokumentenerbe aufgenommen. Das Archiv enthält zahlreiche Porträts, Landschafts- sowie Stadtansichten und zeichnet damit die sich entwickelnde kanadische Gesellschaft auf.

## Werke (Auswahl)

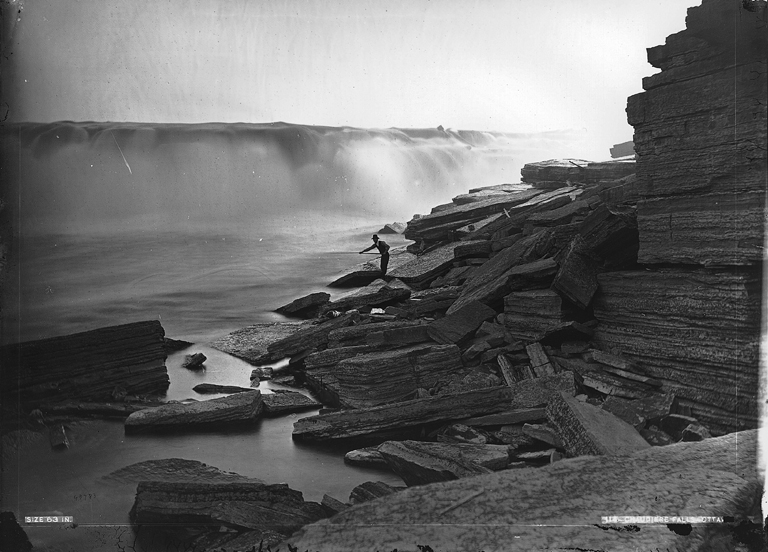
Chaudière Falls, 1870
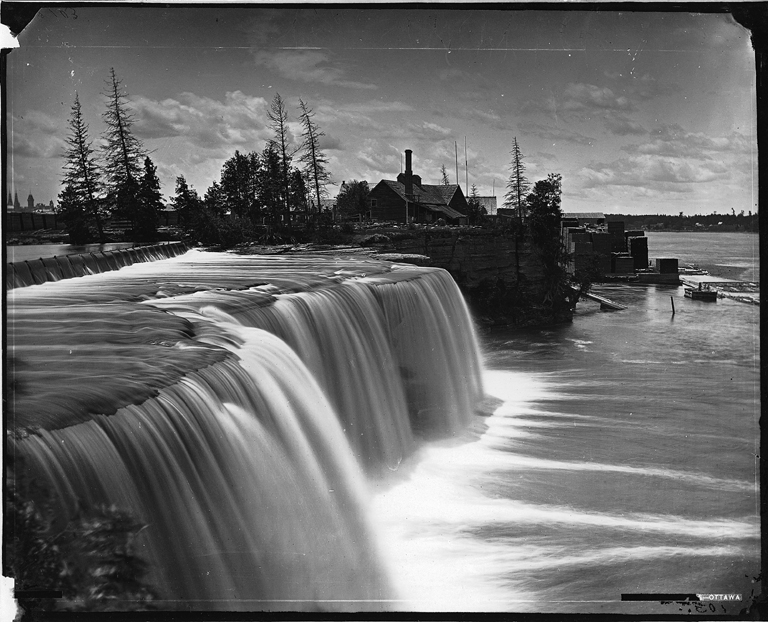
Rideau Falls, 1869
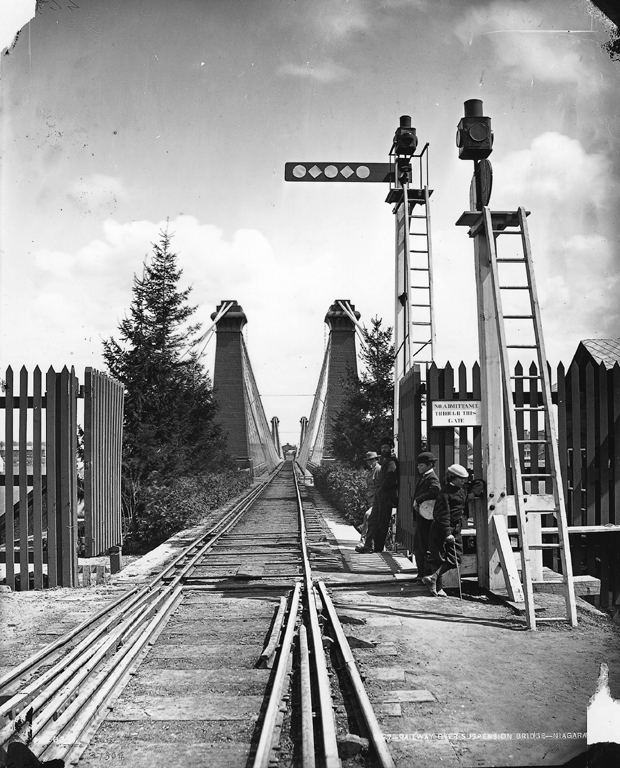
Railway over suspension bridge, 1869
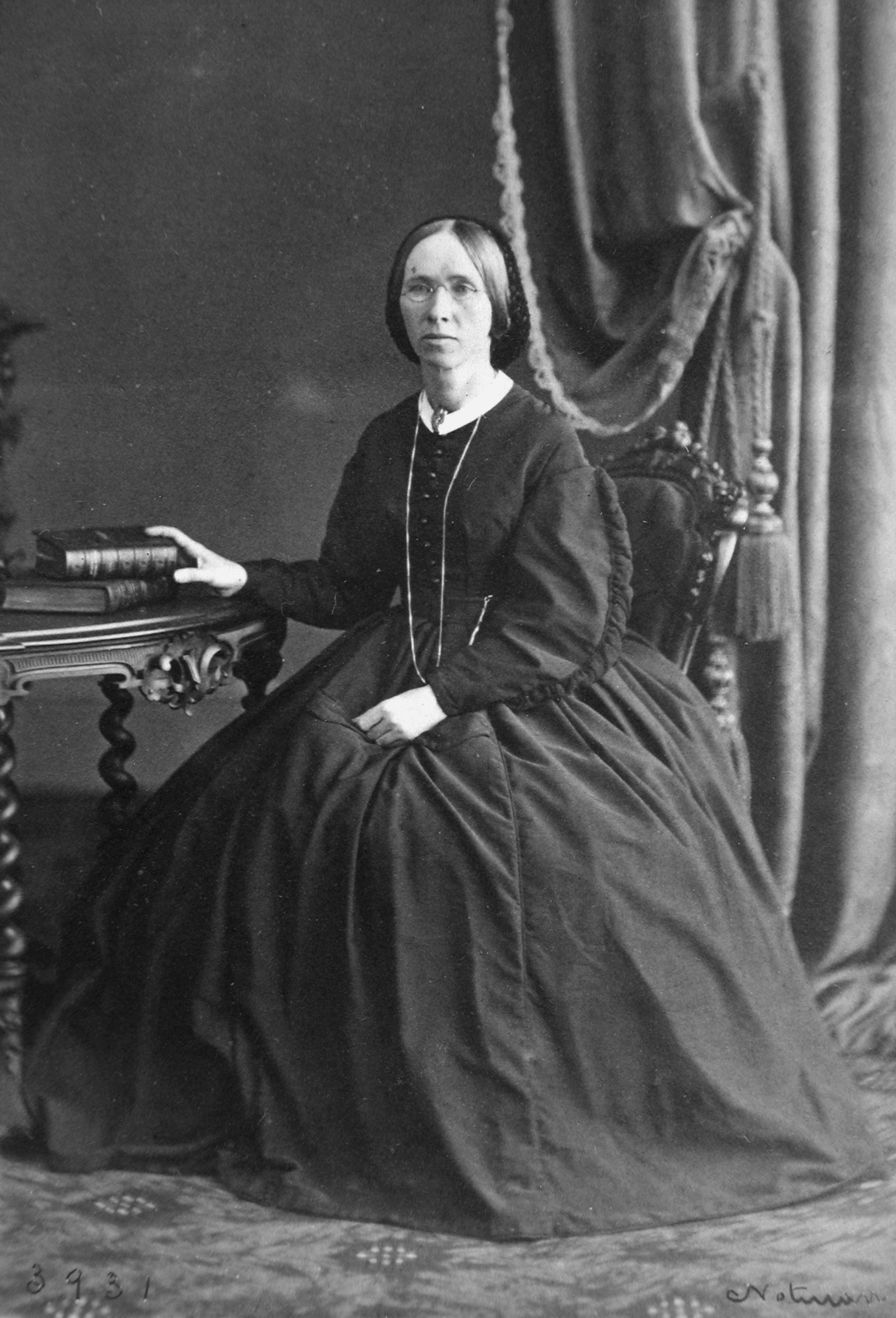
Porträt von Margaret Robinson, 1862
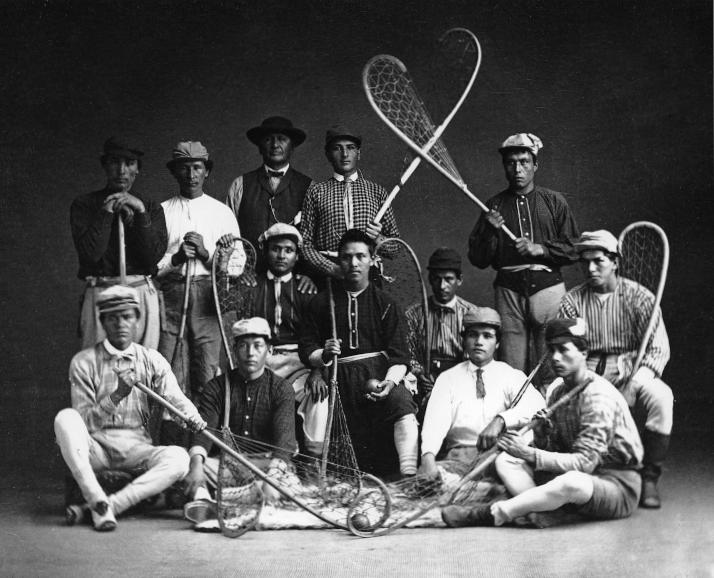
Kahnawake Lacrosse Club, 1867
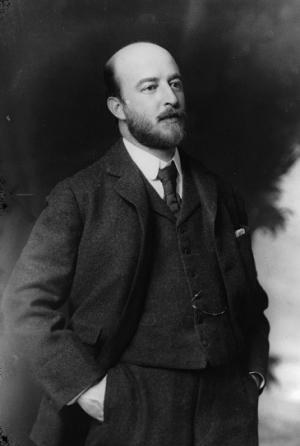
James Wilson Morrice, 1900

Bemerkenswert für die Fotografien von William Notman sind die realistischen und interessanten Kulissen, welche er in seinem Atelier schuf. Innen- und Außenaufnahmen besitzen eine Tiefenwirkung, die sowohl den Raum als auch die Menschen dreidimensional wirken lassen.